# Đồng ly
Đồng ly (tiếng Anh: homolysis, gốc từ tiếng Hy Lạp ὅμοιος, homoios, "đồng" và λύσις, lusis, "ly") là sự phân ly các liên kết hóa học của một phân tử trung hòa, từ đó hình thành hai gốc tự do. Tức là, hai electron tham gia vào việc hình thành liên kết giữa hai phân tử được chia đều cho hai gốc tự do mới được thành lập. Mỗi electron dùng chung cộng hóa trị trong liên kết (xem liên kết cộng hóa trị) được trả về nguyên tử cũ của nó.
Phản ứng này được khơi mào bởi các tia cực tím, ánh sáng mặt trời khuếch tán hay peroxide. Điều khiện thiếu oxy, nhiệt độ cao (nhiệt phân) cũng kích thích sự đồng ly của các hợp chất carbon.
Năng lương tham gia vào quá trình đồng ly được gọi là năng lương phân ly liên kết. Việc phân ly các liên kết cũng xảy ra trong phản ứng dị ly.